# HD 189140
HD 189140，又名CD-4313735，SAO 229977、HR 7627，是一颗恒星，视星等为6.14，位于銀經356.85，銀緯-30.27，其B1900.0坐标为赤經19h 53m 29.4s，赤緯-43° -30.27′ 56″。